# Renaud Ier de Château-Gontier
 (septembre 2013).
Si vous disposez d'ouvrages ou d'articles de référence ou si vous connaissez des sites web de qualité traitant du thème abordé ici, merci de compléter l'article en donnant les références utiles à sa vérifiabilité et en les liant à la section « Notes et références ».
Pour les articles homonymes, voir Renaud Ier.
Renaud Ier de Château-Gontier, seigneur de Château-Gontier en Anjou.

## Origine
Le document qui nous fait remonter le plus haut dans l'histoire des premiers seigneurs de Château-Gontier, est la charte notice relatant la fondation même du château et de la ville. Elle est en tête du Cartulaire de Saint-Aubin, raconte l'établissement du château par Foulque Nerra, l'année même de la naissance de Geoffroy Martel (1007), dans le territoire de Bazouges, que le comte avait retiré sur les religieux de Saint-Aubin depuis plusieurs années en échange d'Hondainville ; la garde de ce château, confiée à l'un des officiers, villicus, du comte, nommé Gontier ; l'entreprise d'un donjon laissé inachevé par le fondateur et enfin l'inféodation après un temps assez long, post multum temporis, de la place et du pays à Renaud, fils d'Yvon, qui obtient à grand'peine, par l'influence du comte Foulque et de Geoffroy, son fils, la concession d'un quart de la cour de Bazouge.
La notice est supposée rédigée l'an 1037, en présence du comte d'Anjou et de son fils, dans l'Abbaye Saint-Aubin d'Angers. Mais il n'en est rien, comme il ressort évidemment d'un mot du texte de la charte : il y est dit que Renaud s'engagea à payer un cens à l'abbaye pour son château, ce qu'il acquitta volontiers, quoad vixit, toute sa vie ; or, il vivait après 1040. La vraie rédaction est donc postérieure à cette date.
On objecte aussi à la date attribuée au document qu'en 1037 Foulque et son fils étaient au plus fort de leurs querelles et ne pouvaient s'entendre pour favoriser les moines. On a remarqué d'ailleurs que deux au moins des témoins de la charte ne vivaient plus en 1037 : Avesgaud, évêque du Mans, était mort en 1036, — sans compter qu'il avait fait immédiatement avant cette époque le pèlerinage de Jérusalem ; — Josselin, évêque de Rennes, ne vécut pas au-delà de 1028. Il est vrai que cette chronologie défectueuse peut s'expliquer par ce fait que ces personnages auraient assisté à l'un ou à l'autre des incidents de la notice, et que le rédacteur, renseigné par une chronique de l'abbaye, aurait réuni tous les noms dans la rédaction finale.
En quelle année fut faite l'inféodation de la forteresse à Renaud ? Post multum temporis, répond la charte, assez de temps après la construction du château remis à Gontier, le fermier, villicus, pour que cette construction faite, le comte Foulque ait posé les fondations et poussé même assez loin l'édifice de la tour, vers 1015 peut-être : huit ans sont un long espace dans la vie d'un homme.

## Famille d'origine?
Le fait est que Renaud, qui avait eu la mission d'achever l'œuvre de Foulque Nerra, prenait le titre de Renaud de Château-Gontier en 1026, dans une charte du comte dont il était l'un des officiers les plus notables, puisqu'il paraît en tête de tous les témoins. De quelle famille était-il issu ? Il était fils d'Yves, nous dit la charte de Saint-Aubin, concernant la fondation de Château-Gontier. Mais cet Yves est-il un inconnu ? est-il issu des fondateurs de la Jaille ? est-il un descendant du premier comte de Bellême, Yves de Creil ? Tout cela a été soutenu.
Bry de la Clergerie, historien du Comté du Perche et le plus exact des généalogistes de Château-Gontier selon l'abbé Angot, est partisan de la première opinion ; du moins ajoute-t-il, il n'admet aucune des deux autres.
Gilles Ménage, le Père Anselme et d'Hozier les soutiennent au contraire l'une ou l'autre. Ménage ne sait pas si Yves, père de Renaud de Château-Gontier, est de la maison de la Jaille ou de celle de Bellême
Célestin Port croit que Renaud est fils d'Yves de la Jaille, sans rechercher si ce dernier descend ou non de la famille de Bellême. Mais l'abbé Angot se demande pourquoi il attribue à cette filiation la date de 1095, alors que les chartes qui en parlent sont de 1037 ou environ. Le Père Anselme, au contraire, prétend qu'Yves, frère d'Avesgaud, évêque du Mans, et par conséquent fils d'Yves de Bellême, était probablement le père du premier seigneur de Château-Gontier.
Dom Piolin confirme cette opinion en s'appuyant sur une charte de l'abbaye de Saint-Vincent du Mans qu'il emprunte à Dom Martenne et dans laquelle, dit-il, l'évêque Avesgaud et Renaud, fils de son frère Yves, font aumône de leurs biens à l'abbaye. Or en s'en reportant au Cartulaire de Saint-Vincent (charte 12), on s'aperçoit qu'il n'y est fait aucune mention de Renaud de Château-Gontier, mais seulement d'Avesgaud et d'Yves, et que rien n'indique que ce dernier soit le père du premier seigneur de Château-Gontier.
M. Depoin a fait aussi un tableau généalogique des seigneurs de Bellême, dans le but d'éclairer l'origine de plusieurs évêques du Mans : Seinfroi, Avesgaud, Gervais, sans compter Yves, évêque de Séez. Il identifie Yves, père de Renaud de Château-Gontier, avec Yves, fondateur de l'Abbayette, prieuré dépendant du Mont-Saint-Michel, qui serait alors non le frère, mais le cousin de l'évêque Avesgaud. M. l'abbé Giraud qui emprunte le tableau généalogique de M. Depoin, dans son travail sur les Seigneurs de la Milesse, n'y insère pas Renaud de Château-Gontier.
Enfin, M. le marquis de Brisay, dans son Histoire de la maison de la Jaille, parue en 1910, admet franchement que cette famille et celle de Château-Gontier sont une branche des comtes de Bellême.
Sans le suivre jusque là, l'abbé Angot affirme qu'on peut croire que le premier seigneur de Château-Gontier serait issu d'un Yves de la Jaille, Rainaldus videlicet Yvonis, ou plutôt que Renaud serait fils d'Yves et frère d'un autre Yves auquel il aurait attribué le fief et la forteresse de la Jaille. Ce sont des suppositions auxquelles donnerait quelque fondement ce fait que la Jaille relevait de Château-Gontier. Selon l'abbé Angot, on y ajouterait encore que les deux familles possédaient simultanément des droits, comme nous le verrons, sur la terre de Segré.
Mais loin qu'il y ait là un indice que les seigneurs de la Jaille et de Château-Gontier descendent des comtes de Bellême, il apparaît bien qu'ils sont dotés par les comtes d'Anjou, et ce ne sont pas les trois chevrons de leurs armoiries introduites au XIIIe siècle qui, malgré leur analogie avec celles d'Alençon, prouveraient tardivement une communauté d'origine. D'ailleurs, presque toutes les alliances données par les historiens précités aux barons de Château Gontier sont si peu exactes qu'il faut se défier de leurs hypothèses sur cet autre point.

## Chevalier de Foulque Nerra
Renaud de Château-Gontier fut donc le fidèle chevalier de Foulque Nerra qui lui confia la place et la tour de Château-Gontier, tout en en retenant prudemment la suzeraineté et la possibilité d'une reprise si la succession légitime du bénéficiaire venait à défaillir. Il est qualifié brave chevalier, optimus miles. Il avait également un domaine et fief à Angers, que conservèrent ses successeurs. Le comte lui avait donné aussi en bénéfice l'abbaye de Saint-Maurille, l'une des plus vieilles églises de la ville.
Plus tard l'évêque d'Angers, Hubert (1007-1047), désolé de voir cette abbaye de sa ville épiscopale en mains laïques, en obtint la restitution de Renaud, de ses fils et de ses filles, en échange de vignes et d'exemption de vairie sur ses terres de Morannes. Foulque Nerra est encore assisté de Renaud de Château-Gontier quand, en 1038, il réorganise l'Abbaye Saint-Nicolas d'Angers, fondée par lui en 1010.
La faveur de Renaud auprès de Geoffroy Martel ne fut pas moins grande dès le commencement de son administration. On en a la preuve dans les nombreuses chartes qu'il signa avec lui. On peut supposer qu'il avait été partisan de sa cause même du vivant de Foulque Nerra. On le trouve comme juge de sa cour et même comme arbitre entre le comte et les moines.
Geoffroy apprit au mois d'octobre 1040 la mort de son père survenue à Metz le 21 juin précédent. Aussitôt il confirma les donations du défunt aux abbayes du Ronceray et de Saint-Nicolas, y ajoutant de nouvelles faveurs, aussi bien qu'à sa propre fondation de Vendôme, toujours en présence de Renaud de Château-Gontier et de son fils Alard. On ne peut préciser la date de la mort de Renaud, mais elle se trouve entre octobre 1040 et 1046, du temps de la comtesse Agnès. Alard, son fils, paraît seul dans une charte du Ronceray du 14 février 1041.

## Famille
L'abbé Angot indique qu'il ne sait si ce serait l'époque de son arrivée à la succession paternelle. Une Notice sur Montjean, par M. l'abbé Allard (p. 41), mentionnée dans l'Histoire de la maison de la Jaille (p. 9), indique un acte qu'on date de 1042, où paraissent Renaud Ier et ses deux fils, Alard et Renaud ; mais on ne peut s'en rapporter à cette date sans preuve.
Le rachat de Saint-Maurille nous apprend que Renaud avait des fils et des filles. Nous lui connaissons :
1. Alard, qui lui succéda ;
2. Renaud, héritier de son frère ;
3. Guioul, Guidulphus[8] ;
4. Geoffroy[9] ;
5. Aubry[10] ;
6. Les filles de Renaud Ier mentionnées dans une charte de Saint-Maurille d'Angers ne sont pas connues.

## Source
- Abbé Angot, Baronnie de Château-Gontier, 1915